# Mariela Coronel
Mariela del Carmen Coronel (Santiago del Estero, Argentina; 20 de junio de 1981) es una futbolista argentina. Juega como centrocampista para el Alhama Club de Fútbol de la Segunda División Femenina de España.

## Trayectoria
Juega en la posición de mediocentro. Jugó en dos equipos de fútbol de su país, el Club Atlético Independiente (2000-04) y el San Lorenzo de Almagro (2004-07). En el verano de 2007, fichó por el equipo de fútbol español Prainsa de Zaragoza. Con el equipo aragonés, disputó la final de la Copa de la Reina en el estadio de La Romareda en 2009. Tuvo como rival al RCD Espanyol y cayeron derrotadas por 1-5; ella fue la autora del único tanto del Prainsa. En el año 2013 volvió a jugar la final de la Copa de la Reina, esta vez contra el FC Barcelona, aunque con igual resultado. Abandonó Zaragoza para jugar desde 2014 en el Atlético de Madrid, donde no tuvo suerte y terminó siendo una jugadora de banquillo. Terminó la vinculación con el Atlético de Madrid en junio de 2016 tras la consecución de la Copa de la Reina.
En la temporada 2016-17 siguió jugando en España, en el Madrid CFF.
En julio de 2020, se unió al Villarreal de la Segunda División Femenina de España para disputar la temporada 2020-21. Coronel fue titular frecuente del Villarreal y ayudó al equipo a ascender a Primera División por primera vez en su historia. En junio de 2021, tras lograr el ascenso a la Primera División de España, anunció su despida del club. A mediados de 2021 fue fichada para jugar en el Alhama Club de Fútbol.actualmente es jugadora del Rayo Vallecano 

## Selección nacional
Ha disputado, con la selección de su país, dos Mundiales de fútbol (2003 y 2007) y los juegos Olímpicos de Pekín 2008.

### Participaciones en Copas del Mundo
| Torneo               | Sede           | Resultado    | Partidos | Goles | Asistencias |
| -------------------- | -------------- | ------------ | -------- | ----- | ----------- |
| Copa Mundial de 2003 | Estados Unidos | Primera fase | 3        | 0     | 0           |
| Copa Mundial de 2019 | Francia        | Primera fase | 1        | 0     | 0           |

## Clubes
| Club                        | País      | Año         |
| --------------------------- | --------- | ----------- |
| Independiente               | Argentina | 2000 - 2004 |
| San Lorenzo                 | Argentina | 2004 - 2007 |
| CD Transportes Alcaine      | España    | 2007 - 2015 |
| Atlético de Madrid Femenino | España    | 2015 - 2016 |
| Madrid CFF                  | España    | 2016 - 2017 |
| Granada CF                  | España    | 2017 - 2020 |
| Villarreal                  | España    | 2020 - 2021 |

2021-2023 Alhama de Murcia 
Diciembre 2023 y la actualidad Rayo Vallecano 